# Utsunomiya Blitzen/Saison 2012
Dieser Artikel listet Erfolge und Fahrer des Radsportteams Utsunomiya Blitzen in der Saison 2012 auf.

## Platzierungen in UCI-Ranglisten
| UCI Continental Circuit | Platz |
| ----------------------- | ----- |
| UCI Asia Tour 2012      | 46    |

## Zugänge – Abgänge
| Zugänge         | Team 2011          | Abgänge          | Team 2012    |
| --------------- | ------------------ | ---------------- | ------------ |
| Masaru Fukuhara | Bridgestone Anchor | Yoshimitsu Tsuji | Team Ukyo    |
| Takaaki Hori    | Neoprofi           | Akira Kakinuma   | Karriereende |
| Tomoyuki Iino   | Neoprofi           | Daijiro Harigai  | Unbekannt    |
|                 |                    | Ukyō Katayama    | Unbekannt    |
|                 |                    | Hikaru Kosaka    | Unbekannt    |

## Mannschaft
| Name              | Geburtstag       | Nationalität |
| ----------------- | ---------------- | ------------ |
| Masaru Fukuhara   | 15. Oktober 1981 | Japan        |
| Shō Hatsuyama     | 17. August 1988  | Japan        |
| Yoshimasa Hirose  | 21. Oktober 1977 | Japan        |
| Takaaki Hori      | 1. Juli 1992     | Japan        |
| Tomoyuki Iino     | 5. Oktober 1989  | Japan        |
| Nariyuki Masuda   | 23. Oktober 1983 | Japan        |
| Makoto Nakamura   | 12. Januar 1983  | Japan        |
| Atsuhito Wakasugi | 14. Oktober 1989 | Japan        |
| Kazuma Yusa       | 27. April 1986   | Japan        |